# Sergio Cresto
Sergio Cresto (New York, 19 gennaio 1956 – Castirla, 2 maggio 1986) è stato un copilota di rally statunitense di origini italiane.

## Biografia
Iniziò la sua attività come navigatore di piloti di rally nel 1976 con Amedeo Gerbino debuttando al rally 100.000 Trabucchi, nel 1977 sempre con Gerbino prende parte al Campionato italiano. Successivamente corse insieme a Gianfranco Cunico, Andrea Zanussi, Carlo Capone e, in un paio di occasioni, di Attilio Bettega, fino a diventare navigatore di Henri Toivonen all'inizio della stagione 1986 del Campionato del mondo rally.
Entrambi persero la vita nel rogo della loro Lancia Delta S4 ufficiale (Lancia Martini Racing) al Tour de Corse il 2 maggio 1986. Il loro incidente fu alla base della decisione della FIA di abolire dalle competizioni il Gruppo B dall'anno successivo.